# ILCA 4, 6 und 7

Prinzip-Riss mit altem Segelzeichen Laser

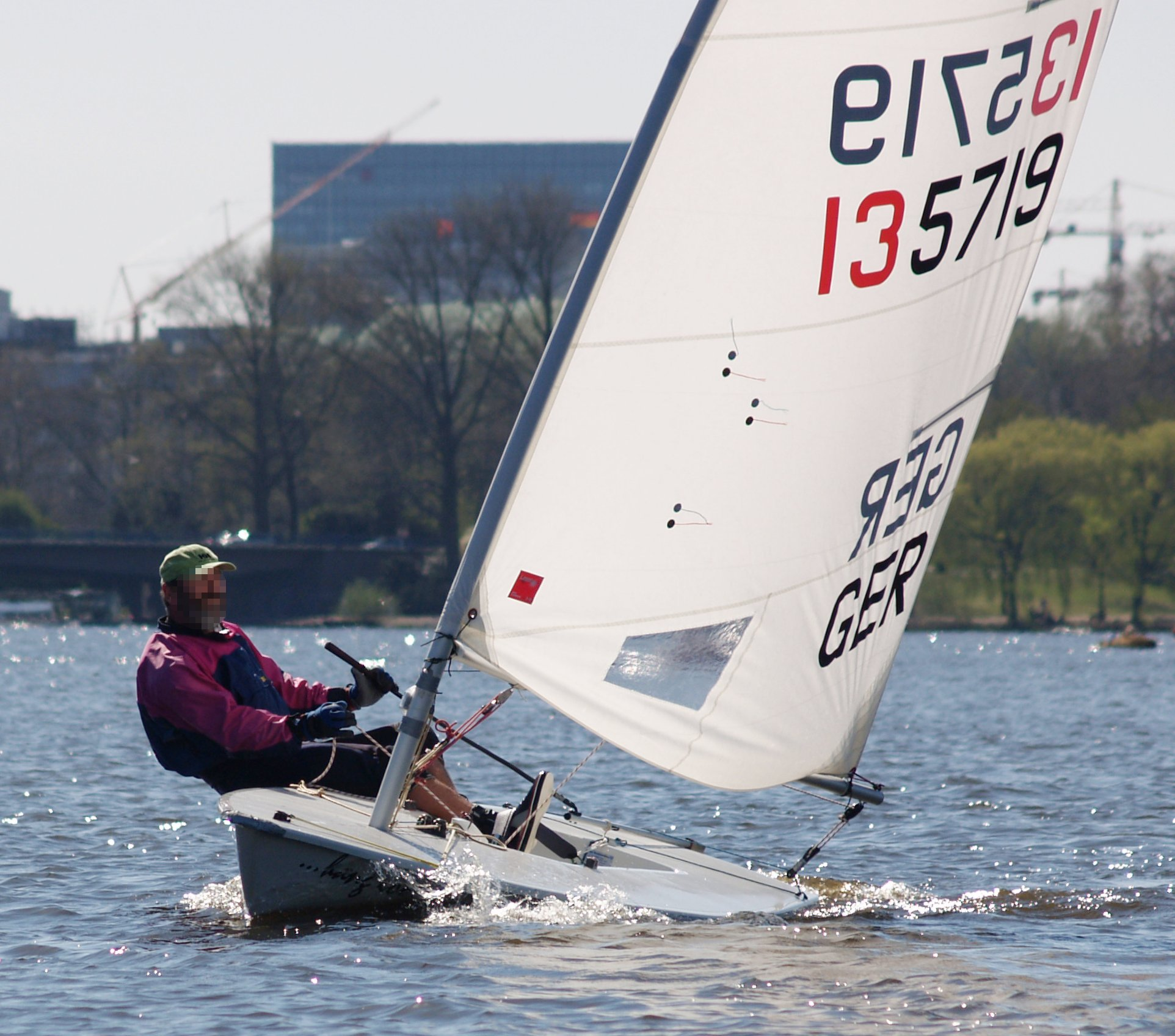
ILCA 7

Die Bootsklassen ILCA 4, 6 und 7 (International Laser Class Association; früher im Wettkampfsport als Laser bekannt) sind technisch einfach gehaltene, aber nicht anspruchslose Einhand-Jollen. Sie sind in dieser Klasse weltweit am meisten verbreitet. Im Vergleich zur Europe (die zweitbeliebteste Einhandklasse in Deutschland) sind die Trimmmöglichkeiten beschränkter (Unterliek, Baumniederholer und Cunningham), das Segeln ist aber sportlicher, da mehr auf Gewichtsverlagerung und Umgebung geachtet werden muss. Auch bei niedrigen Windstärken kann das Boot schon ins Gleiten kommen.

## Geschichte
Der Laser wurde 1970 vom Kanadier Bruce Kirby als Einhand-Jolle entworfen. Primäre Zielsetzung war damals, ein Boot für die Freizeit zu entwerfen, deshalb auch der ursprüngliche Name „Freetime“. Der Name Laser wurde von einem kanadischen Studenten vorgeschlagen, weil er modern klingt.
Seine einfache Bauweise und die früher niedrigen Anschaffungskosten führten zu einer raschen Ausbreitung. Die Preise sind heute jedoch sehr hoch – hauptsächlich seit Zulassung zu den Olympischen Spielen. Während es Ende des Jahres 2006 rund 190.000 Boote auf der Welt gab, bewegt sich diese Zahl mittlerweile bei über 225.000 Booten in 140 Ländern (Stand 2024).
Der Erfolg dieses Bootstyps förderte auch bei anderen Herstellern die Konstruktion und Verbreitung von Einhand-Jollen ähnlicher Größe und Bauart. Die Force 5, die Banshee und die X4 waren durchaus erfolgreich, konnten aber ohne die Zulassung zu Olympischen Spielen bei weitem nicht die Bekanntheit und die Verbreitung des Laser erreichen.
Der Laser ist eine strikte One-Design-Bootsklasse, das heißt, es sind keine Veränderungen zulässig. Eine häufig beanstandete Veränderung war z. B. ein meist von Unkundigen in die Kunststoffkappe des Mastoberteils gebohrtes Loch zur Befestigung eines Verklickers.
Gefertigt wurde der Laser, wie auch die Katamaranserie Dart, von der Firma LaserPerformance LLC in England. Lizenznehmer gab es in den Vereinigten Staaten, Australien und in Chile.

## Internationale Namensänderung im Regattasport
Im Zuge von Streitigkeiten um die Nutzung der Laser-Markenrechte zwischen LaserPerformance LLC und der Laser-Klassenvereinigung ILCA Ende 2019 änderte World Sailing seine Bedingungen für Boote, die für olympische Wettkämpfe gefertigt werden. Seither dürfen alle Hersteller, die ein Auswahlverfahren der ILCA bestehen, den Laser fertigen.
Im Regattasport werden seither die Bezeichnungen
- ILCA 4 – für den Laser 4.7
- ILCA 6 – für den Laser Radial
- ILCA 7 – für den Laser Standard

verwendet.

## Bilder

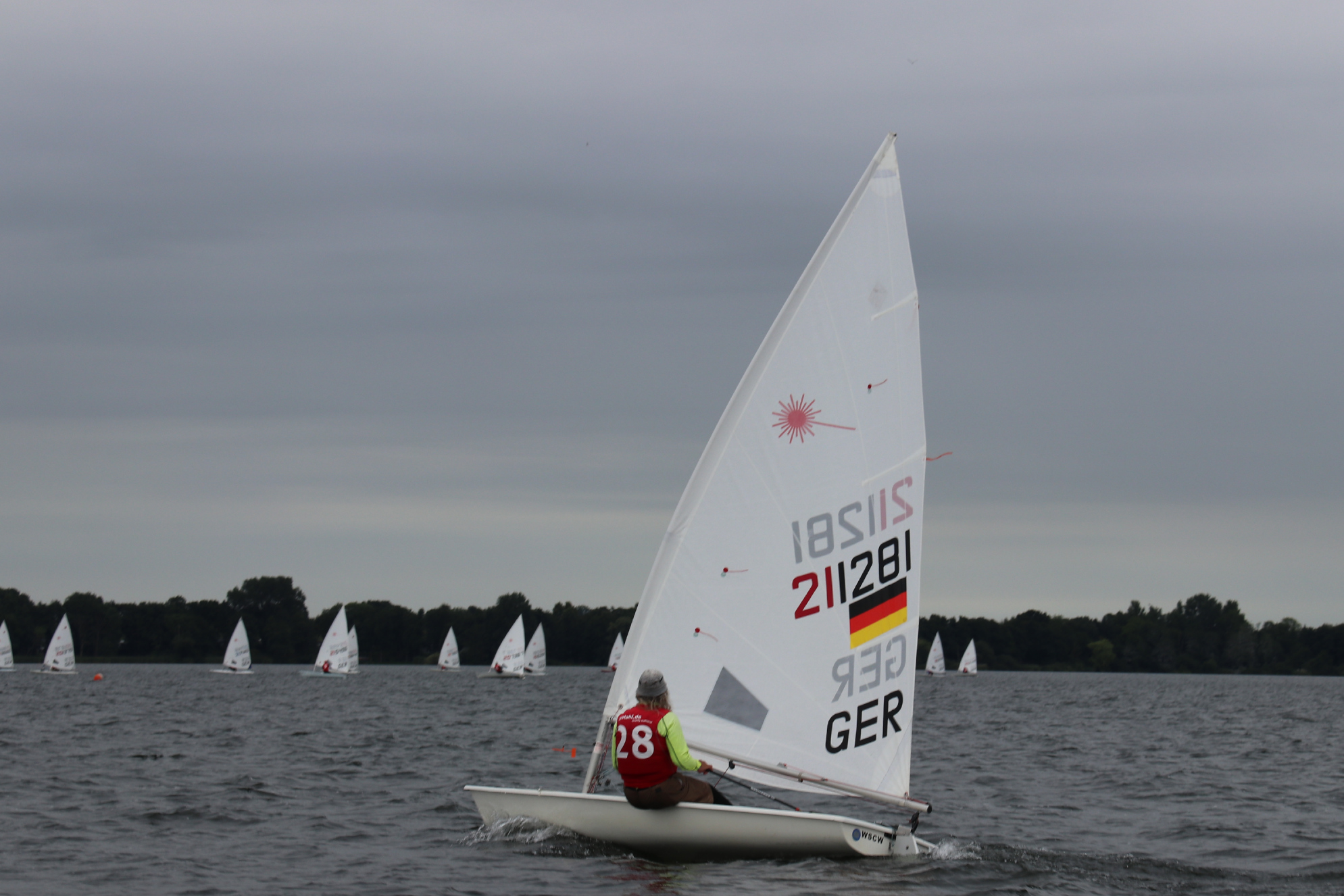
ILCA 6 am Wittensee
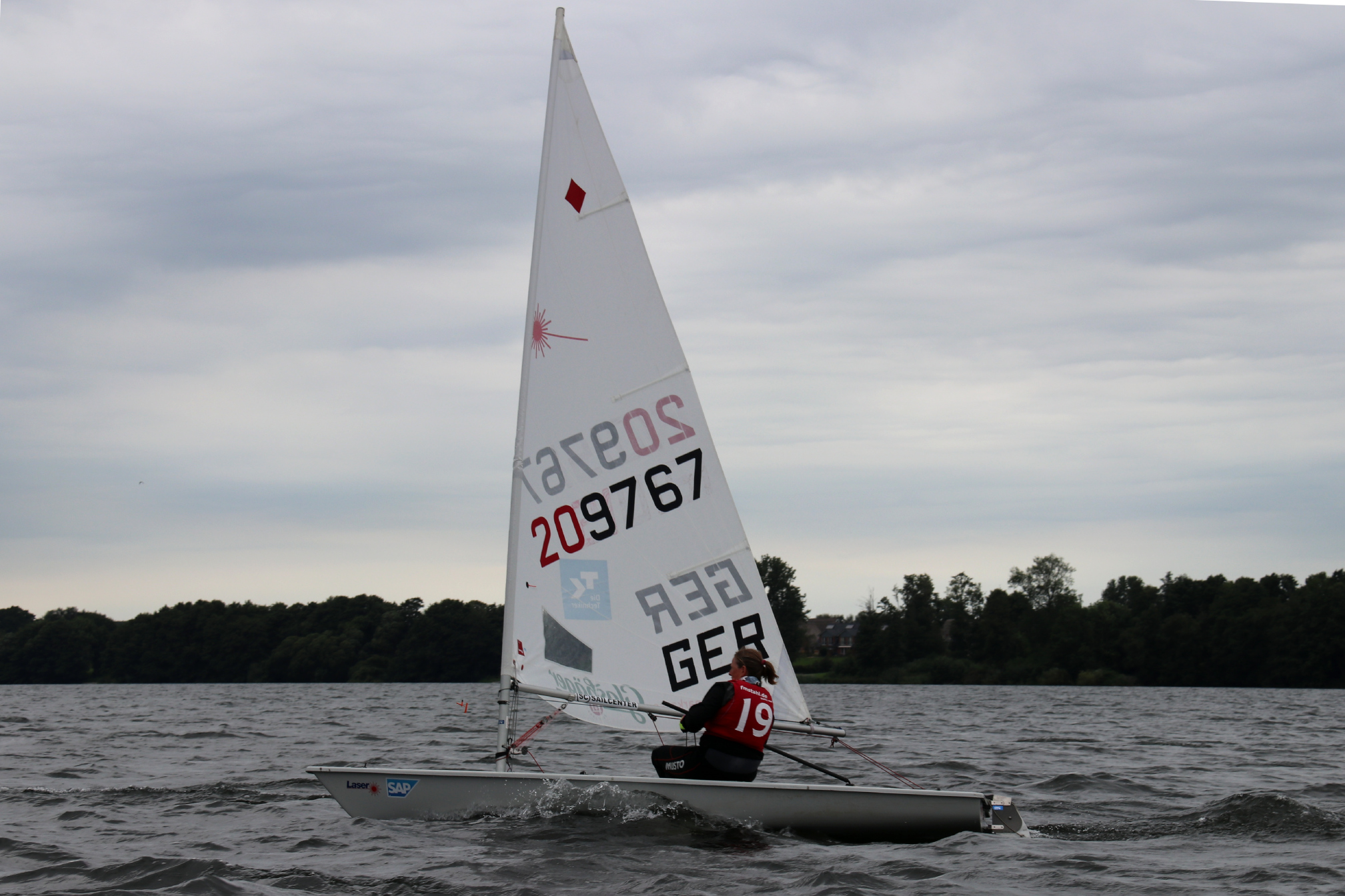
ILCA 6 mit Frauenkennzeichen (rote Raute) am Wittensee
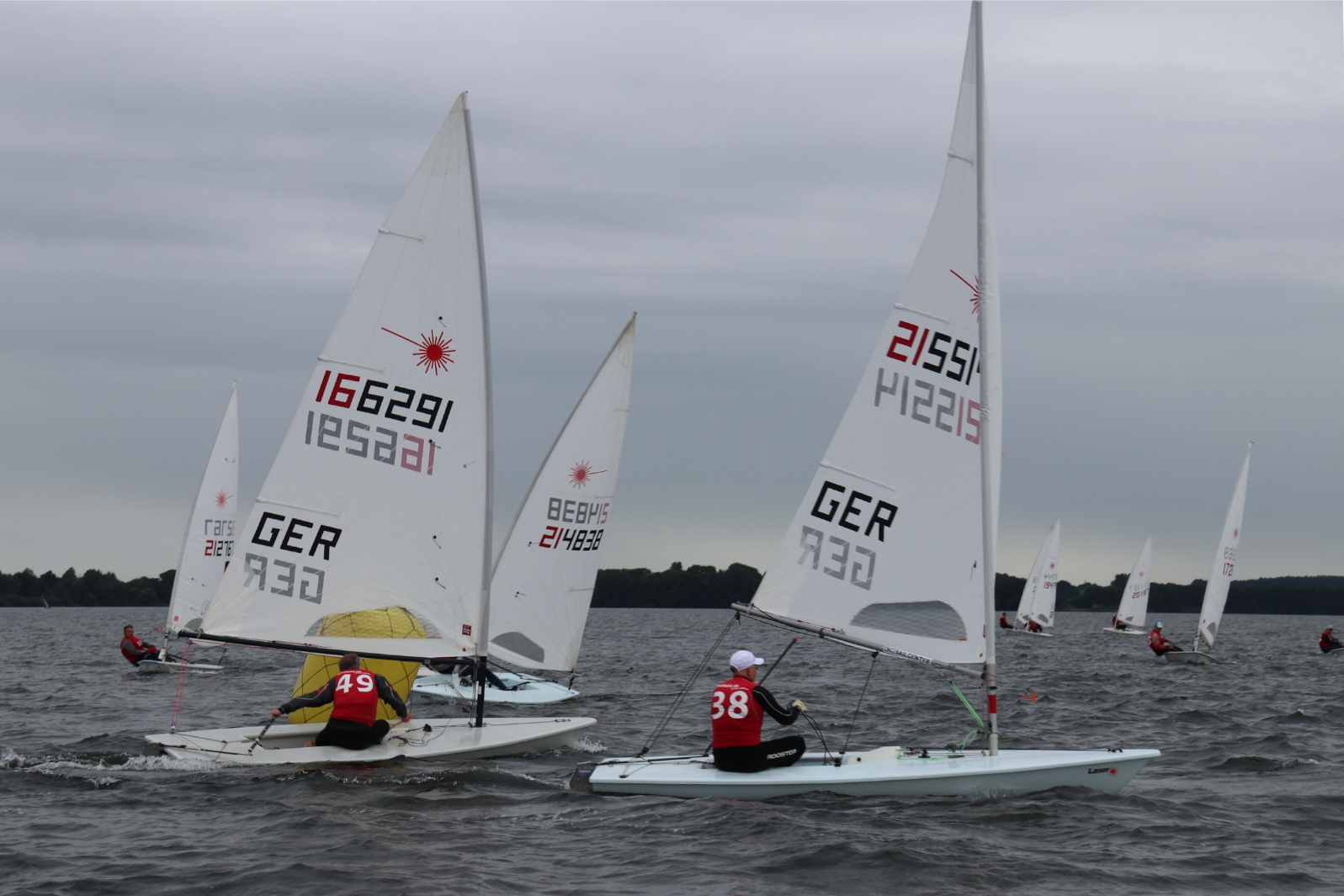
ILCA-7-Feld am Wittensee

## Rigg (Segel)
Das Cat-getakelte Rigg des Lasers I besteht aus einem zweigeteilten Mast, wobei das im Durchmesser kleinere Oberteil auf das Unterteil gesteckt wird. Das Segel besitzt (am Achterliek) zwei lange Segellatten und eine verkürzte Obere. Zur Befestigung am Mast ist am Vorliek eine sogenannte Masttasche eingenäht, mit der das Segel einfach auf den Mast gefädelt wird. Für den Baum ist ein sehr einfacher Lümmelbeschlag, auf welchen der Baum nur gesteckt wird, vorhanden. Nach der Befestigung des Segels und des Baumniederholers am Baum wird die Steckverbindung nur noch auf Druck beansprucht. Das gesamte Rigg steht unverstagt und drehbar in einer Vertiefung, dem sog. Köcher des Rumpfes, eine Befestigung erfolgt durch die Cunningham, die Schot zum Bedienen des Segels sowie gegebenenfalls einer Mastsicherung.
Bei gleichem Rumpf gibt es für den Laser vier unterschiedliche Riggs. Davon sind jedoch nur drei zu offiziellen Regatten zugelassen. Dabei werden nur das Mastunterteil und das Segel ausgetauscht, alle anderen Teile des Bootes sind identisch. Dieses Prinzip wird „Formula Laser“ genannt. (Die Teilung des Mastes wurde vorgenommen, da eine Entwicklungsanforderung des Lasers der Transport auf dem Autodach war.) Da alle drei Laser-Regattaklassen das gleiche Segelzeichen tragen, ist als Unterscheidungsmerkmal für Laser Radial eine blaue Ecke am Schothorn vorhanden. Der Laser 4.7 trägt in der Regel die 4.7 im unteren Bereich des Segels.
- ILCA 7 – Laser Standard: Rigg mit 7,06 m² Segelfläche – olympische Klasse seit 1996, 1996–2004 offen, ab 2008 Männer. Idealgewicht 70 kg+
- ILCA 6 – Laser Radial: Rigg mit 5,7 m² Segelfläche – olympische Damenklasse ab 2008, In Deutschland Jugendmeisterschaftsklasse (männlich/weiblich) seit 1998. Der Laser Radial löste 2008 die Europe als olympische Klasse bei den Frauen ab. Idealgewicht 55–70 kg
- ILCA 4 – Laser 4.7: Rigg mit 4,7 m² Segelfläche – seit 2006 Regattaklasse in Deutschland. Der 1971 eingeführte Laser 4.7 ist auf junge und leichtgewichtige Segler (35–55 kg) ausgerichtet und wird auch als Zwischenstufe zwischen dem Optimisten und dem Laser Standard oder Radial gesegelt.

## Rumpf
Der Rumpf wird aus GFK gefertigt.
Er ist so leicht, dass er bei den meisten Autos problemlos auf das Dach geladen werden kann. Durch seine Form lassen sich oft auch mehrere Laser auf einen Trailer positionieren, was den Transport erleichtert.

## Regatta und Wettfahrten
Für alle drei Bootsklassen gibt es Welt-, Kontinental- und Nationalmeisterschaften (Senioren und Junioren, Radial-Rigg auch Frauen).
Das Niveau in der Klasse gilt als eines der höchsten der olympischen Bootsklassen. Die Resultate finden sich unter den jeweiligen Olympischen Spielen. Simon Grotelüschen und Franziska Goltz qualifizierten sich für die Teilnahme an den Segelwettbewerben der Olympischen Sommerspiele 2012 in Weymouth, England.
Bei den Olympischen Sommerspielen 2016 wurde Deutschland durch Philipp Buhl vertreten, bei den Frauen wurde die Olympiaqualifikation verpasst. 2020 vertraten Philipp Buhl (Platz 5 im Laser Standard) und Svenja Weger (Platz 16 im Laser Radial) Deutschland bei den Olympischen Sommerspielen.